# Kevin Moore (muzyk metalowy)
Kevin Moore (ur. 26 maja 1967 w Nowym Jorku) – amerykański muzyk, kompozytor, wokalista i multiinstrumentalista. Kevin Moore znany jest przede wszystkim z występów w progmetalowym zespole Dream Theater, którego był członkiem w latach 1986-1994. Następnie związał się z zespołem Jima Matheosa - Fates Warning. W 1998 roku powołał projekt Chroma Key. Natomiast od 2002 roku tworzy w ramach projektu Office of Strategic Influence (O.S.I.).

## Dyskografia
- Z zespołem Dream Theater:
  - When Dream and Day Unite (1989)
  - Images and Words (1992)
  - Live at the Marquee (1993)
  - Images and Words: Live in Tokyo (1993)
  - Awake (1994)
- W Chroma Key:
  - Dead Air for Radios (1998)
  - Colorblind - single (1999)
  - You Go Now (2000)
  - Graveyard Mountain Home (2004)
- Jako solowy artysta:
  - This is a Recording (1999)
  - Memory Hole 1 (2004)
  - Ghost Book - ścieżka dźwiękowa do filmu Okul (2004)
  - Shine - ścieżka dźwiękowa do filmu Küçük kiyamet (2010)
- Udział gościnny:
  - Z Fates Warning:
    - Perfect Symmetry (1989)
    - A Pleasant Shade of Gray (1997)
    - Disconnected (2000)

  - Z On:
    - Make Believe (2002)

  - Z Makine:
    - Makine (2007)

  - Z Steve Tushar:
    - Oscillate (2008)